# Deutsche Schwimmmeisterschaften 1953
Die 65. Deutschen Meisterschaften im Schwimmen fanden 1953 in Wolfenbüttel im 1952 eingeweihten Stadtbad statt.
| Disziplin           | Männer                | Männer                    | Männer     | Frauen           | Frauen           | Frauen |
| Disziplin           | Name                  | Verein                    | Zeit       | Name             | Verein           | Zeit   |
| ------------------- | --------------------- | ------------------------- | ---------- | ---------------- | ---------------- | ------ |
| 100 m Freistil      | Hans Hirsch           | SC Sparta Hürth           |            | Ursel Pritzl     | 1. Göppinger SV  |        |
| 200 m Freistil      | Heinz-Günther Lehmann | Aachener Schwimmverein 06 |            |                  |                  |        |
| 400 m Freistil      | Heinz-Günther Lehmann | Aachener Schwimmverein 06 |            | Christel Werther | Bayreuth         |        |
| 1500 m Freistil     | Heinz-Günther Lehmann | Aachener Schwimmverein 06 |            |                  |                  |        |
| 100 m Brust         | Norbert Rumpel        | Schweinfurt               |            | Wiltrud Gorski   | Delmenhorster SV |        |
| 200 m Brust         | Norbert Rumpel        | Schweinfurt               |            | Iris Ahrens      | Gladbeck         |        |
| 100 m Rücken        | Franz Kriesten        | Bielefelder SV 1902       |            | Helga Schmidt    | Oldenburg        |        |
| 200 m Rücken        | Wolfgang Krecker      | Hamburg                   |            | Helga Schmidt    | Oldenburg        |        |
| 100 m Schmetterling | Herbert Klein         | München                   | 1:10,0 min | Iris Ahrens      | Gladbeck         |        |
| 200 m Schmetterling | Herbert Klein         | München                   |            |                  |                  |        |